# Șerban Kantakuzen
Șerban Kantakuzen (rum. Șerban Cantacuzino; ur. 1640, zm. 28 października 1688) – hospodar Wołoszczyzny w latach 1678–1688 z rodu Kantakuzenów.
Șerban pochodził z rodziny, której korzenie sięgały dynastii rządzących średniowiecznym Bizancjum. Na Wołoszczyznę przybyli jego przodkowie na początku XVII w. Szybko zyskali bogactwo i wpływy. Efektem tego były najpierw zakulisowe (poprzez protegowanych, których dzięki swoim stosunkom w Stambule sadzał na tronie wołoskim), a następnie bezpośrednie (jako hospodar) rządy na Wołoszczyźnie. Na tronie utrzymał się przez dziesięć lat, aż do swojej śmierci, co jest dość wyjątkowe w tej epoce.
W polityce wewnętrznej dążył do absolutyzmu, znajdując jednak opozycję wśród bojarów – na jej czele stali przedstawiciele konkurencyjnego rodu Ghica. W polityce zagranicznej początkowo był lojalny wobec Imperium Osmańskiego, sytuacja jednak zmieniła się po klęskach Turcji w starciach z Austrią (m.in. pokonanych przez Jana III Sobieskiego w bitwie pod Wiedniem, w której Şerban brał udział po stronie tureckiej). Początkowo Șerban zwrócił się w stronę Austrii, gdy jednak ta odmówiła jego roszczeniem (oddanie mu rządów absolutnych i dziedzicznych, przyłączenie Banatu do Wołoszczyzny), próbował zbliżenia z Rosją.
Położył spore zasługi na polu wspierania kultury i religii prawosławnej. Na jego zamówienie powstał bardzo popularny później rumuński przekład Pisma Świętego z 1688 nazwany Biblią bukaresztańską. Wyremontował też cerkiew Zaśnięcia Matki Bożej w Curtea de Argeș.
Jego następcą był jego siostrzeniec Konstantyn Brâncoveanu.